# Публий Валерий Марин
Публий Валерий Марин (на латински: Publius Valerius Marinus) е политик и сенатор на Римската империя през 1 век.
Произлиза от фамилията Валерии. През 91 г. Марин е суфектконсул заедно с Гней Миниций Фаустин.